# Vlag van Gaasterland

Vlag van de gemeente Gaasterland
(1963-1985)

De vlag van Gaasterland is op 15 juli 1963 per raadsbesluit ingesteld als de gemeentelijke vlag van de Friese gemeente Gaasterland (Gaasterlân). Op 1 januari 1984 fuseerde de gemeente met Sloten en een klein deel van Hemelumer Oldeferd, waardoor de vlag niet langer als gemeentelijke vlag in gebruik is. De gemeente Gaasterland-Sloten is per 1 januari 2014 in De Friese Meren opgegaan. De haas uit de vlag van Gaasterland is overgenomen op de vlag van Gaasterland-Sloten en naderhand op de vlag van De Friese Meren.

## Beschrijving
De vlag wordt als volgt beschreven:
Drie banen van blauw, geel en groen met een hoogteverhouding 1:3:1; in de gele baan aan de broekingzijde een rode springende haas ter lengte van de helft van de vlaglengte.

## Verklaring
De kleuren en de voorstelling zijn ontleend aan het gemeentewapen. De rode haas springt voor het gele koren langs. Onder hem is het groene gras te zien, boven hem de blauwe lucht.

## Verwante afbeeldingen

Wapen van Gaasterland
Wapen van Gaasterland-Sloten
Vlag van Gaasterland-Sloten
Vlag van De Friese Meren

Aengwirden 
· Baarderadeel 
· Barradeel 
· het Bildt 
· Bolsward 
· Boornsterhem 
· Dokkum 
· Dongeradeel 
· Doniawerstal 
· Ferwerderadeel 
· Franeker 
· Franekeradeel 
· Gaasterland 
· Gaasterland-Sloten 
· Haskerland 
· Hemelumer Oldeferd 
· Hennaarderadeel 
· Hindeloopen 
· Idaarderadeel 
· IJlst 
· Kollumerland en Nieuwkruisland 
· Leeuwarderadeel 
· Lemsterland 
· Littenseradeel 
· Menaldumadeel 
· Nijefurd 
· Oostdongeradeel 
· Rauwerderhem 
· Schoterland 
· Skarsterlân 
· Sloten 
· Sneek 
· Stavoren 
· Terschelling en Vlieland 
· Utingeradeel 
· Westdongeradeel 
· Wonseradeel 
· Workum 
· Wymbritseradeel